# 지절
지절(地節)은 중국 전한(前漢) 선제(宣帝)의 두 번째 연호이다. 기원전 69년에서 기원전 66년까지 4년 동안 사용하였다.

## 연대대조표
| 지절                | 원년        | 2년         | 3년         | 4년         |
| 서력                | 기원전 69년 | 기원전 68년 | 기원전 67년 | 기원전 66년 |
| 육십간지 (六十干支) | 임자(壬子)  | 계축(癸丑)  | 갑인(甲寅)  | 을묘(乙卯)  |

## 같이 보기
- 중국의 연호

| 이전 연호 본시(本始) | 중국의 연호 전한(前漢) | 다음 연호 원강(元康) |